# MASAKO
MASAKO（マサコ、本名・近藤 雅子〈こんどう まさこ/旧姓〉、1969年1月28日 - ）は、日本のローカルタレント、パーソナリティ、モデル。元レースクイーン。鳥取県米子市出身。鳥取県立米子西高等学校卒業。

## 人物
山陰地方を中心に活動しているローカルタレントで、主に山陰放送 （BSS）の番組に出演している。
血液型はA型。特技は替え歌、メイク、逆立ち。趣味は写真、ダンス、美容、エクササイズ。
既婚。一児の母。結婚・出産の為、2006年3月から約1年間産休し、レギュラー出演していた『土曜日の生たまご』を一度降板したが、2007年4月から復帰。同番組は2014年3月をもって終了。2014年からは土曜日の同時間帯に放送されている『まいどっ♪』に出演していた。
BARCOSとの共同企画「マサコラボ」ではバッグのデザインを手掛けている。

## 出演

### テレビ番組
- 土曜日の生たまご（山陰放送、2002年 - 2006年3月、2007年4月 - 2014年3月）
- J-DREAM ガイナーレ劇場（山陰放送、2009年 - 2012年11月）
- 地域が、みんなが発信!とっとりスタイルエコツーリズム（山陰放送、2013年11月2日）
- まいどっ♪（山陰放送、2014年4月12日 - 2018年3月17日）MC。以後は不定期出演。

### CM
- フジキコーポレーション
- BARCOS